# Aristote Madiani
Aristote Madiani (La Ferté-sous-Jouarre, 22 agosto 1995) è un calciatore francese, attaccante del La Louvière Centre.

## Caratteristiche tecniche
È un'ala destra.

## Carriera

### Club
Ha giocato 16 partite nella prima divisione francese con la maglia del Lens, tutte nella stagione 2014-2015. In seguito ha giocato anche nella seconda divisione francese e nella prima divisione bulgara (con il Vitoša Bistrica).

### Nazionale
Ha giocato nelle nazionali francesi Under-18 ed Under-20.